# Hypenagonia brachypalpia
Hypenagonia brachypalpia là một loài bướm đêm trong họ Erebidae.